# Ödenburgergebergte
Het Ödenburgergebergte (In het Hongaars: Soproni-hegység) is een gebergte op de grens tussen het Oostenrijkse Burgenland en het Hongaarse Comitaat Győr-Moson-Sopron. Het ligt grotendeels in het Oostenrijkse Burgenland.
Het gebergte is de oostelijke uitloper van de Alpen. Het gebergte ligt ten zuidwesten van Sopron / Ödenburg. Dit gebergte is het verlengde van het Rosaliengebergte. Samen met het Rosaliengebergte is het de grens tussen de regio's Nord- en Mittelburgenland.  Hier is de deelstaat het smalst en worden de twee streken alleen verbonden via het riviertje de Sieggraben.
Net als het Rosaliengebergte bestaat de bodem, uit Grind en Kalksteen.
Het gebergte is erg bosrijk, dit geldt ook voor de toppen van het middelgebergte.
Aan de zuidkant van het gebergte bevinden zich verschillende wijngaarden, met zowel rode als witte druivenstokken.
De hoogte top is de 606 meter hoge Brenntenriegel aan de westkant van het gebergte en ligt in Oostenrijk, de hoogste top in Hongarije is de Megas-Berc met een hoogte van 553 meter. De Megas-Berc ligt direct aan de grens tussen de twee landen. Op de Megas-Berc staat ook een uitkijktoren. De Angerwald van 535 meter is ook een hoge top, deze ligt geheel in het Oostenrijkse Burgenland.